# Krystyna Broll-Jarecka
Krystyna Broll-Jarecka (15. července 1927, Katovice – 24. listopadu 2011, Katovice) byla polská básnířka a autorka rozhlasových programů. Patřila k umělecké skupině ST-53.

## Životopis
Po 2. světové válce vystudovala střední školu. Debutovala v roce 1954 v polském rozhlasu jako básnířka. Byla dlouholetou editorkou literárního části polského rozhlasu v Katovicích.
Její manžel byl Stanisław Jarecki, redaktor Rádia Katovice, spisovatel, etnograf a hudebník.
Je pohřbena na hřbitově v Katovicích-Bogucicích.

## Dílo
- Półcienie
- Horyzonty wiatru
- Traktat
- Rosą rozbici